# Stazione di Sannazzaro
La stazione di Sannazzaro è una stazione ferroviaria posta sulla linea Pavia-Alessandria. Serve il centro abitato di Sannazzaro de' Burgondi.

## Storia
In origine la stazione era dotata di binario di corsa, binario di raddoppio, binario tronco a servizio dei due piani caricatori e arganelli per la manovra a mano dei tre passaggi a livello di stazione.
Nel corso della sua storia è stata più volte modificata, con l'attivazione di due raccordi, il primo dei quali, attivato nel 1965 per servire la grande raffineria Agip (oggi Eni) di Sannazzaro, aperta due anni prima, è denominato "Raccordo Raffineria del Po" ed è tuttora collegato allo stabilimento petrolifero, mentre il secondo, attivato nel 1978, era collegato alla ditta "Salice Candido", dal lato opposto rispetto al primo. 

Dopo il rinnovamento della linea avvenuto nel 1992, Sannazzaro e Lomello sono rimasti gli unici due impianti dotati del rango di stazione e non declassati a fermata; Sannazzaro ha visto l'attivazione di un A.C.E.I. e la realizzazione di un terzo binario non centralizzato, normalmente utilizzato per la sosta dei carri cisterna da e per la raffineria.

## Movimento
Il servizio passeggeri è espletato da Trenord nell'ambito del contratto di trasporto stipulato con la regione Lombardia, con treni regionali lungo la relazione Pavia-Torreberetti-Alessandria. Sannazzaro è abitualmente località di incrocio per le corse che procedono in direzioni opposte lungo la linea, a binario unico.

## Strutture e impianti
Il fabbricato viaggiatori è di proprietà di RFI.